# Kurt Trampedach
Kurt Trampedach (* 13. Mai 1943 in Hillerød; † 12. November 2013 in Sare, Frankreich) war ein dänischer Maler und Bildhauer.

## Werden und Wirken
Nach einer Ausbildung zum Malergesellen durchlief Kurt Trampedach von 1964 bis 1969 ein Kunststudium an der Königlichen Kunstakademie in Kopenhagen, unter anderem bei Dan Sterup-Hansen und Søren Hjort Nielsen. Der künstlerische Durchbruch gelang bereits Ende der 1960er Jahre. Seit 1979 lebte und arbeitete Trampedach im französischen Baskenland.
Er wurde hauptsächlich für grafische Werke und Gemälde bekannt, doch auch Plastiken machten einen wesentlichen Teil seiner künstlerischen Produktion aus. Trampedach fertigte häufig Selbstporträts an. Seine Frau stand ihm oft Modell.

## Belege
1. ↑  Kurt Trampedach ist tot tv2.dk, abgerufen am 13. November 2013 (dänisch).

| Personendaten    | Personendaten      |
| ---------------- | ------------------ |
| NAME             | Trampedach, Kurt   |
| KURZBESCHREIBUNG | dänischer Künstler |
| GEBURTSDATUM     | 13. Mai 1943       |
| GEBURTSORT       | Hillerød           |
| STERBEDATUM      | 12. November 2013  |
| STERBEORT        | Sare, Frankreich   |